# گلاگرمحله
کِلاگِرمَحَله، روستایی است از توابع بخش مرکزی شهرستان قائم‌شهر در استان مازندران ایران.

## جمعیت
این روستا در نوکندکلا قرار داشته و براساس آخرین سرشماری مرکز آمار ایران که در سال ۱۳۸۵ صورت گرفته، جمعیت آن ۲۱۸۳نفر (۵۸۹خانوار) بوده‌است.
<refدرگاه ملی آمار ایران</ref>